# Krausnick-Groß Wasserburg
Krausnick-Groß Wasserburg est une commune de Brandebourg (Allemagne), située dans l'arrondissement de Dahme-Forêt-de-Spree.

## Lieux et monuments
Tropical Islands, un parc aquatique tropical artificiel.

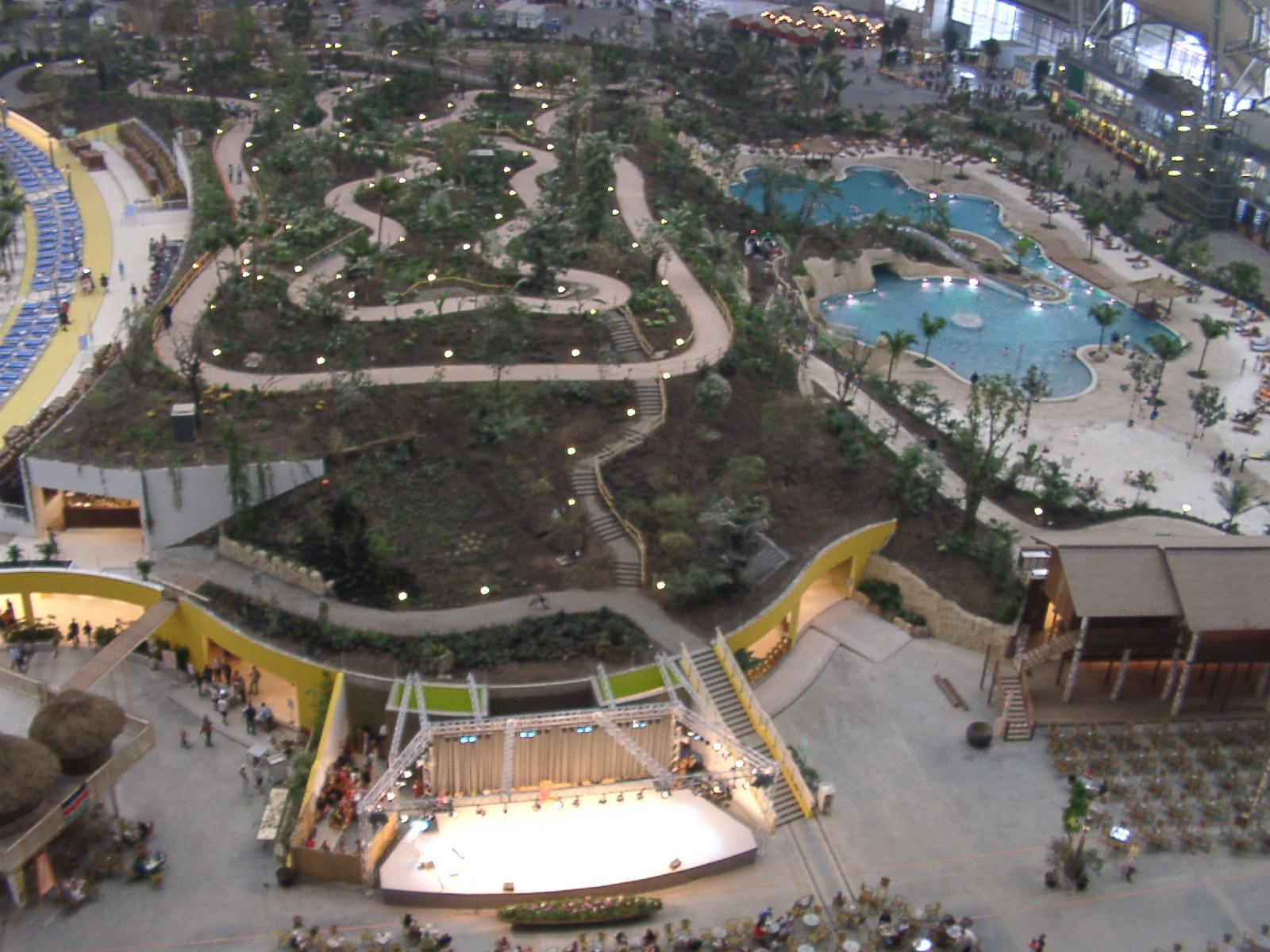
Forêt tropicale, lagon de Bali, et la scène dans Tropical Islands